# Верхобуж

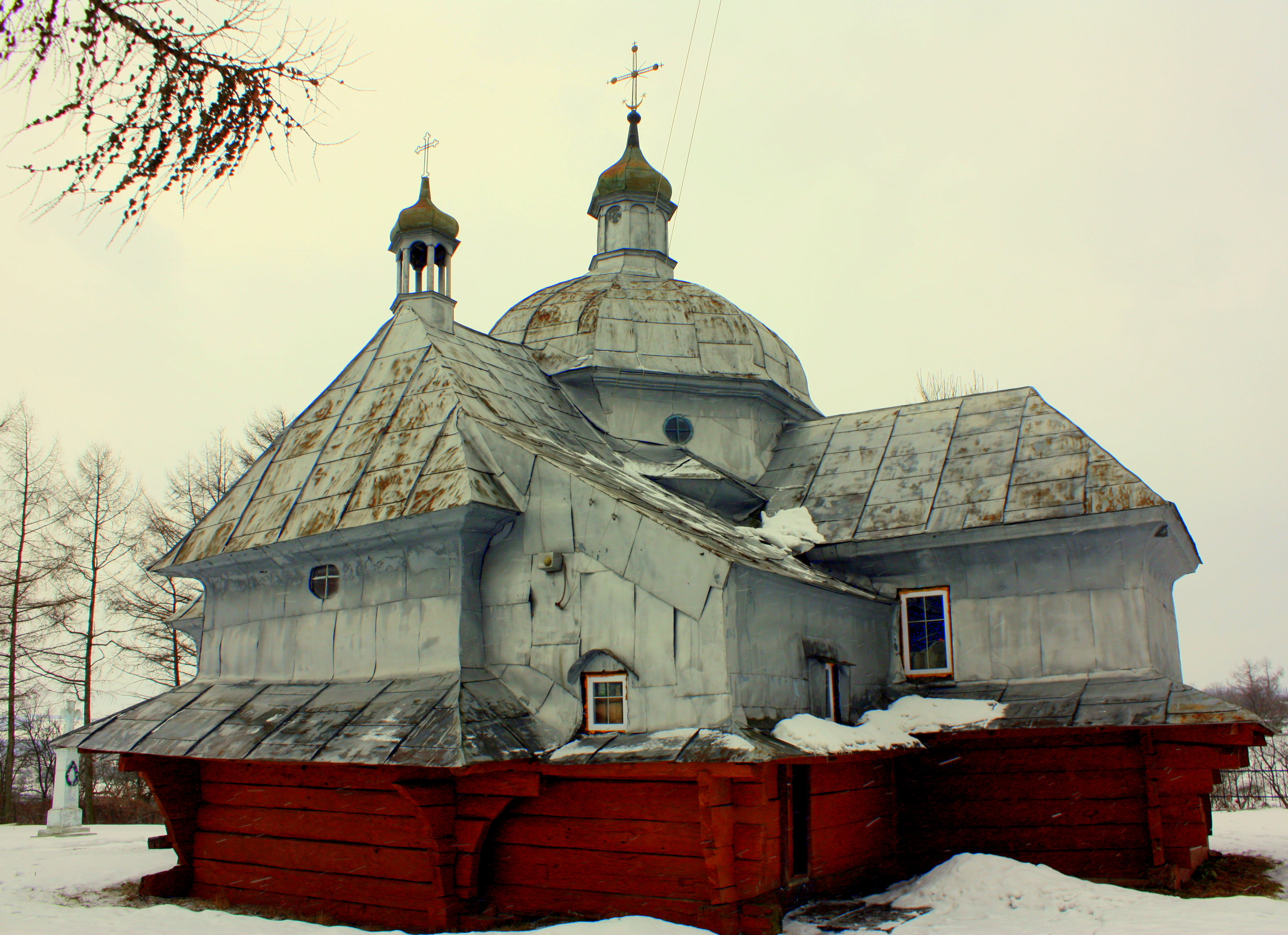
Церковь Успения Пресвятой Богородицы

Верхобуж (пол. Werchobuż, укр. Верхобуж) — село в Золочевской городской общине Золочевского района Львовской области Украины.
Население по переписи 2001 года составляло 502 человека. Занимает площадь 1,207 км². Почтовый индекс — 80741. Телефонный код — 3265.